# Площа Революції (станція метро)
55°45′23″ пн. ш. 37°37′17″ сх. д. / 55.75639° пн. ш. 37.62139° сх. д.
«Площа Революції» (рос. Площадь Революции) — станція Арбатсько-Покровської лінії Московського метрополітену. Розташована між станціями «Курська» та «Арбатська», на території Тверського району Центрального адміністративного округу міста Москви.
Відкрита 13 березня 1938 у складі дільниці «Вулиця Комінтерну» (нині — «Олександрівський сад»)  — «Курська» (друга черга будівництва). Станція є роботою архітектора О. М. Душкіна і має статус виявленого об'єкта культурної спадщини. Назву отримала по однойменній площі (до 1918 року вона мала назву Воскресенська). Має перехід на станцію «Театральна» Замоскворіцької лінії і спільний з нею вестибюль.

## Вестибюлі та пересадки
У станції два наземні вестибюлі. Західний вестибюль «Площі Революції» є спільним зі станцією «Театральна». Вихід з метро розташовано в самому ескалаторному залі. У ескалаторному тунелі три ескалатори типу ЕТ-3М, встановлені в 2004 році. Східний вестибюль, вбудований в лінію будинків в Богоявленському провулку, є великим напівциркульним залом з касами і верхньою аркою ескалаторного тунелю. У східному вестибюлі під час реконструкції було встановлено три ескалатори типу Е55Т.
У 1974 році було побудовано перехід з центрального залу «Театральної» до торця «Площі Революції».

## Технічна характеристика
Конструкція станції — пілонна трисклепінна (глибина закладення — 33,6). Споруджена за типовим проектом. Діаметр центрального залу 9,5 метрів, бокових залів — 8,5 метрів.

## Оздоблення
Архітектура інтер'єрів західного вестибюля досить лаконічна. Стіни ескалаторного залу оздоблені темним мармуром «Садахло». Стелю оздоблено рельєфними тягами. Підлога вкрита гранітом. Стіни касового залу і проходи оздоблено темно-жовтим «Б'юк-Янко». Ескалаторний зал висвітлюють круглі підвісні світильники, а касовий зал і прохід — настінні бра. У вестибулі встановлений бюст В. І. Леніна. Зовні павільйон вирішено у вигляді портика з шістьма квадратними колонами, оздобленими темним лабрадоритом. Зовнішні стіни павільйону покриті білим підмосковним вапняком.
Стіни східного вестибюля з виступаючими напівколонами облицьовані сірувато-білим мармуром. На торцевій стіні в техніці флорентійської мозаїки зображений герб СРСР в оточенні червоних прапорів. Нижче викладені дати «1917» і «1947» і рядки одного з перших радянських гімнів. Зал висвітлює знаходиться перед аркою ескалаторного тунелю гігантська висяча люстра з 24 ріжками. По боках арки на постаментах розташовані колоноподібні торшери, обкладені бронзовими листами химерного фігурного карбування.
В оздобленні станції використано чорний вірменський мармур «давалу», що поєднується з білим, сірим і золотистим мармуром інших порід. Підлога викладена у вигляді шахової дошки з сірого і чорного габро. Станційний зал освітлюється двома рядами круглих плоских люстр-«тарілок».
Проходи між вузькими в базі пілонами оформлені у вигляді крутих напівциліндричних арок, що спираються на невисокі широкі постаменти . На цих постаментах встановлено 76 бронзових фігур, що зображають радянських людей. Скульптурним оформленням станції займався один з найвидатніших радянських скульпторів — М. Г. Манізер. Спочатку скульптур було 80, але в 1947 році у зв'язку з відкриттям східного наземного вестибюля 4 були зняті (також був демонтовано барельєф Леніна і Сталіна, який знаходився в тупиковому торці центрального залу)). Всього на станції 20 різних образів (18 з них повторюються чотири рази, а 2 — двічі) .

## Колійний розвиток
Обидві діючі з'єднувальні гілки, що сполучають Арбатсько-Покровську лінію з іншими лініями Московського метрополітену, розташовані поблизу станції. При русі в бік «Арбатської» можна побачити двоколійний тунель, який веде до станції «Олександрівський сад». Ця єдина збережена в Москві двоколійна службова з'єднувальна гілка, що раніше (у 1938—1953 роках) використовували для пасажирського руху по лінії, що об'єднувала сьогоденні дільниці Арбатсько-Покровської та Фільовської ліній. Аж до 1997 потяги з пасажирами іноді переїжджали з Арбатсько-Покровської на Фільовську лінію, оскільки потяги депо «Ізмайлово» розставляли на ніч у тупиках за станцією «Київська» Фільовської лінії. З 1997 року пасажирські перевезення по всіх службових сполучних гілках були заборонені. Інша ССГ відгалужується від перегону «Курська» — «Площа Революції» і сполучає його із Замоскворецькою лінією.

## Пересадки
- Театральна
- Охотний ряд
- А: м2, м3, м10, м27, 101, 144, 904, К, Н1 та Н2